# Sylvain Wiltord
Sylvain Wiltord, född 10 maj 1974 är en före detta fotbollsspelare från Frankrike som bland annat spelat fyra säsonger i Arsenal FC. Han spelade sista säsongerna i den franska ligan för FC Nantes.
Sylvain Wiltord har representerat Frankrike i 88 landskamper och spelade bland annat i VM 2006 där Frankrike gick till VM-final. Hans största merit i landslaget är från EM 2000 då han blev europamästare och gjorde kvitteringsmålet  på övertid i finalen mot Italien. Den 11 juni 2012 meddelade Wiltord officiellt att han avslutar sin karriär som spelare då han tackat ja till rollen som andretränare i det hårt satsande franska FC Lorient.